# Head of State
Head of State (br: Um Pobretão na Casa Branca / pt: Chefe de Estado) é um filme americano de 2003, uma comédia sobre "o primeiro presidente negro da história", estrelado e dirigido pelo comediante Chris Rock.

## Sinopse
Após ocupar por 8 anos a vice-presidência, Brian Lewis (Nick Searcy) quer se tornar presidente na eleição de 2004. Quando seu rival morre em um acidente aéreo, o partido precisa arrumar logo um novo candidato. Bill Arnot (James Rebhorn), um influente senador do partido, tem a ideia de lançar um candidato pobre e negro para atrair as minorias, pois em breve elas serão maioria e ele quer este eleitorado, pois planeja concorrer em 2008. Assim um vereador de Washington, Mays Gilliam (Chris Rock), é escolhido, tendo como organizadores da campanha Martin Geller (Dylan Baker) e Debra Lassiter (Lynn Whitfield). Debra recebeu de Arnot a garantia de que será recompensada em 2008, quando ele se eleger presidente. Entretanto, quando ninguém esperava os números de Mays nas pesquisas começam a subir, sua popularidade entra em evidência e o rapaz pobre de Washington pode se tornar o primeiro presidente negro da história dos Estados Unidos. Isto se Arnot permitir, pois mesmo que Gilliam tenha uma votação expressiva será o candidato do partido em 2008, o que o senador quer evitar custe o que custar.

## Elenco
- Chris Rock — Mays Gilliam
- Bernie Mac — Mitch Gilliam (irmão de Mays e candidato à vice-presidente do mesmo)
- Dylan Baker — Martin Geller
- Nick Searcy — Brian Lewis
- Lynn Whitfield — Debra Lassiter
- Robin Givens — Kim
- Tamala Jones — Lisa Clark
- Nate Dogg — Ele mesmo
- James Rebhorn — Senador Bill Arnot
- Keith David — Bernard Cooper
- Stephanie March — Nikki
- Jude Ciccolella — Sr. Earl